# 'Cross the Mexican Line
 'Cross the Mexican Line è un cortometraggio muto del 1914 diretto e interpretato da Wallace Reid.

## Trama
Dopo aver attraversato il confine, il tenente Wallace viene ferito, catturato e tenuto come ostaggio all'interno di una hacienda messicana. Viene curato dalla moglie del suo carceriere, che se ne innamora. La donna scopre tuttavia che il tenente ha una fidanzata, Dorothy West, e decide di scriverle per invitarla a salvare il suo amato.

## Produzione
Il film fu prodotto dalla Nestor Film Company.

## Distribuzione
Distribuito dall'Universal Film Manufacturing Company, il film - un cortometraggio di una bobina - uscì nelle sale cinematografiche USA il 17 giugno 1914.